# Hardcore Superstar
Hardcore Superstar é uma banda de hard rock sueca. A banda foi criada em 1997 e ainda está em atividade chegando a ter vários singles # 1 nas rádios norte-americanas, e nomeações para o Grammy na Suécia.

## Características
Embora a banda tocar principalmente sleaze rock, o seu estilo musical pode variar de cada lançamento; alguns dos seus mateirais é mais mellow rock para completar o balanço energético duras pistas. Hardcore Superstar também têm abrangido diversas bandas, incluindo; The Who, Hanoi Rocks, Alice Cooper, INXS e The Troublemakers.

## História
Pouco depois do Hardcore Superstar ter nascido no Outono de 1997, foram assinados para a Gain Records, com quem liberada seu primeiro álbum "It's Only Rock'n'Roll" na Suécia. Isso funcionou como uma mostrador para o mercado europeu, que os ajudou a chegar assinado com a Music for Nations.

### Bad Sneakers and a Piña Colada
Com Music for Nations, Hardcore Superstar lança seu primeiro álbum a nível mundial, bem como o que eles consideram a sua "estréia oficial". Continha re-gravações das músicas de "It's Only Rock'n'Roll", juntamente com algumas novas faixas. O álbum foi intitulado "Bad Sneakers e uma Piña Colada" e colocou três músicas no # 1 das rádios, "Someone Special", "Liberation" e "Have You Been Around", respectivamente.
A banda fez um tour na Europa e no Japão, em apoio do álbum, e um vídeo promocional que acompanhou o único "Liberation", foi nomiated para um Grammy sueco.

### Thank You e No Regrets
Em 2001 a banda começou com a turnê do álbum "Thank You (For Letting Us Be Ourselves)", este álbum teve um retorno melhor que o seu antecessor. Ele mostrava os singles "Shame" e "Mother's Love". Um bônus track liberada no Japão.
Após a turnê de apoio a este álbum, eles gravaram uma música com a banda de punk rock LOK, foi intitulada "; Staden Gotemburgo" (que traduzido como "A cidade de Gotemburgo"). Durante o Verão deste ano, eles abriram o show da lenda do hard rock AC/DC. Após isto, Hardcore Superstar fez uma turnê na Itália com o AC/DC e Motörhead.
Durante o Verão de 2003, a banda libera uma única, que foi um preview para o seu novo álbum, intitulada de "Honey Tongue". O álbum propriamente dito seguido em agosto de 2003, e foi intitulado "No Regrets". No ano seguinte, Hardcore Superstar fez a turnê deste álbum na Europa e os Estados Unidos. Após a volta dos Estados Unidos eles decidiram dar uma pausa por tempo indeterminado após terem tocado durante 6 anos sem parar.

### A volta: Hardcore Superstar
Hardcore Superstar re-assinado com a Ganho Records, a empresa com quem fez sua estréia em 1997. A banda retornou rejuvenecida, com um som mais hard rock comparáveis às suas obras anteriores. Eles lançaram um álbum auto-intitulado "Hardcore Superstar", em 2005, é apresentando os hits ; "We Don't Celebrate Sundays", "Wild Boys", "My Good Reputation" e "Bag On Your Head".
Isto levou-os a serem nomeados para um Grammy na Suécia mais uma vez. Eles foram em todos os principais programas de rádio e TV na Suécia, Japão e excursionou com o Babylon Bombs. Eles também participaram de um importante festival em Estocolmo durante o mês de dezembro de 2006.

### Dreamin' in a Casket
O quinto álbum da banda foi lançado em Novembro de 2007. Inicialmente, foi concebido para incluir a múscia "Bastards". O álbum foi elogiado no jornal sueco e foi intitulado por muitos como "Álbum do Ano". Dreamin In A Casket contém um riff mais pesado e uma base mais sólida e inclui uma bateria mais perceptível. A banda está agora em turnê pela Europa e Japão, e irão terminar a "Mentally Damaged Tour" em seu país natal da Suécia.
Em finais de Janeiro, foi anunciado no site oficial da banda que o guitarrista, Thomas Silver, estaria deixando a banda e que ele tinha se ficado "farto de música e turismo". Vic Zino, da Crazy Lixx, será o seu substituto para o período remanescente da turnê, após isso a banda vai procurar um substituto permanente de Silver.

### Beg For It
Em 2009, a banda lança o seu sexto álbum, Beg For It, o primeiro disco sem o guitarrista Thomas Silver, que abandounou a banda durante a turne do disco Dreamin' In a Casket.Este disco possui músicas fortes e marcantes, como a faixa-título "Beg For It", "Into Debauchery" e "Don't Care 'Bou Your Bad Behaviour".Este também é o unico disco da banda que foi lançado no Brasil. Com isso, a banda marcou datas no Brasil para a turnê deste cd, com ingressos esgotados e o show próximo, a banda cancela as apresentações sem motivo explicado.
Este cd também marca a estréia do guitarrista Vic Zino (Ex-Crazy Lixx) em estúdio, após ser aprovado como guitarrista oficial, já que antes, estava apenas substituinto o guitarrista Thomas Silver pelo restante da turnê.

### Split Your Lip
É o sétimo álbum da banda de hard rock da Suécia Hardcore Superstar lançado no dia 26 de novembro de 2010, pode ser considerado o mais esperado álbum da banda. O álbum foi gravado em cinco dias, segundo a banda, esse método de gravação, faz com que a sonoridade do álbum se pareça com uma Violência Doméstica. Possui faixas poderosas, como "Bully", "Last Call For Alcohol" e "Guestlist".

## Membros
- Joakim "Jocke" Berg - vocal (1997–presente)
- Vic Zino - guitarra (2008–presente)
- Martin Sandvick - baixo (1997–presente)
- Magnus "Adde" Andreasson - bateria (1999–presente)

### Antigos membros
-Thomas Silver - guitarra (1997-2008)
-Mika Vainio - bateria (1997–1999)

## Discografia

### Álbuns
- It's Only Rock and Roll - (1997)
- Bad Sneakers and a Piña Colada - (2000)
- Thank You (For Letting Us Be Ourselves) - (2001)
- No Regrets - (2003) Edição Limitada e lançada somente no Japão.
- Hardcore Superstar - (2005)
- Dreamin' in a Casket - (2007)
- Beg for It - (2009)
- Split Your Lip - (2010)
- C'mon Take on Me (2013)
- HCSS (2015)
- You Can't Kill My Rock 'N' Roll (2018)

### Singles
- Hello/Goodbye - (1998)
- Someone Special - (1999) Relançada em 2000.
- Liberation - (2000)
- Staden Goteborg - (2001)
- Shame - (2001)
- Mother's Love - (2002)
- Honey Tongue - (2003)
- Still I'm Glad - (2003)
- Wild Boys - (2005)
- We Don't Celebrate Sundays - (2005)
- My Good Reputation - (2006)
- Bag on Your Head - (2007)
- Bastards - (2007)
- Dreamin' in a Casket - (2007)
- Moonshine - (2010)
- One More Minute - (2012)
- Above The Law - (2013)
- Because Of You - (2013)
- Glue - (2014)
- Have Mercy on Me - (2017)
- Bring the House Down - (2018)
- Electric Rider - (2018)
- Baboon - (2018)